# Don Matheson
Don Matheson (Dearborn, 5 agosto 1929 – Woodland Hills, 29 giugno 2014) è stato un attore televisivo statunitense.

## Carriera
Prima di iniziare a recitare, prestò servizio militare in Corea, ove gli venne assegnata la Stella di bronzo per la sua valorosa leadership e il Purple Heart per le ferite riportate in un'esplosione.
Dopo sei anni di servizio militare, entrò a far parte del dipartimento di polizia di Detroit. Lasciò le forze dell'ordine per intraprendere la carriera da attore. Nel 1965 Matheson apparve nella serie televisiva Lost in Space, nell'episodio The Sky Is Falling, nel ruolo dell'alieno muto Retho, per poi riapparire nel 1967 come IDAK Alpha 12 nell'episodio La rivolta degli Androidi. Lo stesso anno, apparve come guest star nell'episodio Deadly Amphibians nella quarta stagione della serie di fantascienza Viaggio in fondo al mare.
Dopo aver lavorato in numerose prodotti televisivi, si unì al cast de La terra dei giganti. Nel 1976 interpretò l'industriale Cameron Faulker, marito di Lesley Williams (Denise Alexander) nella soap opera General Hospital. Nel 1984 ottenne un ruolo regolare in Falcon Crest, nel ruolo dello scagnozzo di Richard Channing. Apparve brevemente anche in Dynasty.

## Vita privata
Nel 1970 sposò l'attrice Deanna Lund, da cui divorziò alcuni anni dopo. Dal matrimonio nacque una figlia, Michele, anch'essa attrice. Successivamente sposò l'attrice Maxine Arnold. Matheson morì il 29 giugno del 2014, per un cancro ai polmoni.

## Filmografia parziale
- L'ora di Hitchcock (The Alfred Hitchcock Hour) – serie TV, episodio 1x05 (1962)
- Un equipaggio tutto matto (McHale's Navy) – serie TV, un episodio (1962)
- The Gallant Men – serie TV, un episodio (1963)
- Death Valley Days – serie TV, un episodio (1967)
- Viaggio in fondo al mare (Voyage to the Bottom of the Sea) – serie TV, un episodio (1967)
- La terra dei giganti (Land of the Giants) – serie TV, 51 episodi (1968-1970)
- Squadra emergenza (Emergency!) – serie TV, un episodio (1972)
- Shaft – serie TV, un episodio (1973)
- Apple's Way – serie TV, un episodio (1974)
- Una famiglia americana (The Waltons) – serie TV, 3 episodi (1974-1979)
- General Hospital – serie TV, un episodio (1974)
- Racconti della frontiera (The Quest) – serie TV, un episodio (1976)
- La famiglia Bradford (Eight Is Enough) – serie TV, 4 episodi (1977-1981)
- Dynasty – serie TV, 2 episodi (1981-1987)
- Falcon Crest – serie TV, 10 episodi (1984)
- La signora in giallo (Murder, She Wrote) – serie TV, episodi 1x13-2x08 (1985)

## Doppiatori italiani
Nelle versioni in italiano delle opere in cui ha recitato, Don Matheson è stato doppiato da:
- Sergio Di Stefano in La famiglia Bradford (ep. 1x05)
- Sandro Iovino in La famiglia Bradford (ep. 2x06, 5x20)
- Romano Ghini in La famiglia Bradford (ep. 2x24)
- Toni Orlandi in La signora in giallo (ep. 1x13)
- Giorgio Bandiera in La signora in giallo (ep. 2x08)